# جیدی گاساما
جیدی گاساما (انگلیسی: Djeidi Gassama؛ زادهٔ ۱۰ سپتامبر ۲۰۰۳) بازیکن فوتبال اهل فرانسه است.
از باشگاه‌هایی که در آن بازی کرده‌است می‌توان به باشگاه فوتبال پاری سن-ژرمن اشاره کرد.
وی همچنین در تیم ملی فوتبال زیر ۲۰ سال فرانسه بازی کرده‌است.